# Пет Кеш
Патрік Гарт Кеш (англ. Patrick Hart Cash), більше відомий як Пет Кеш — австралійський тенісист, активний у 1980-х — 1990-х роках, чемпіон Вімблдону, дворазовий володар Кубка Девіса.
Кеш доволі несподівано виграв Вімблдонський турнір 1987. Він запам'ятався тим, що після "гейм, сет і матч" виліз на трибуну до своєї команди підтримки й уболівальників, чим започаткував популярну серед тенісистів традицію. Запам'яталася також його клітчаста бандана. 
Кеш двічі, в 1983 та 1986 роках, входив до складу австралійської збірної, що вигравала Кубок Девіса. У 1989 році разом із Ганою Мандліковою він грав у фіналі Кубка Гопмана, але тоді австралійська пара поступилася чехословацькій.
Після завершення виступів Кеш мешкає в Лондоні й працює тенісним експертом та коментатором на телебаченні. 

## Значні фінали

### Фінали турнірів Великого шолома

#### Одиночний розряд: 3 (1 титул)
| Результат | Рік  | Турнір          | Поверхня | Супротивник   | Рахунок                      |
| --------- | ---- | --------------- | -------- | ------------- | ---------------------------- |
| Поразка   | 1987 | Australian Open | Трава    | Стефан Едберг | 3–6, 4–6, 6–3, 7–5, 3–6      |
| Перемога  | 1987 | Wimbledon       | Трава    | Іван Лендл    | 7–6(7–5), 6–2, 7–5           |
| Поразка   | 1988 | Australian Open | Хард     | Матс Віландер | 3–6, 7–6(7–3), 6–3, 1–6, 6–8 |

#### Пари (2 фінали)
| Результат | Рік  | Турнір    | Поверхня | Партнер          | Супротивники                 | Рахунок                 |
| --------- | ---- | --------- | -------- | ---------------- | ---------------------------- | ----------------------- |
| Поразка   | 1984 | Wimbledon | Трава    | Пол Макнамі      | Пітер Флемінг Джон Макінрой  | 2–6, 7–5, 2–6, 6–3, 3–6 |
| Поразка   | 1985 | Wimbledon | Трава    | Джон Фіцджеральд | Гайнц Гюнтгардт Балас Тарочі | 4–6, 3–6, 6–4, 3–6      |

## Фінали турнірів ATP за кар'єру

### Одиночний розряд: 11 (6–5)
| Легенда                           |
| --------------------------------- |
| Великий Шлем (1–2)                |
| Чемпіонат завершення сезону (0–0) |
| Гран-прі Super series (0–0)       |
| Гран-прі series (0–0)             |
| Гран-прі Тур (5–3)                |

| Результат | W-L | Дата     | Турнір                                           | Покриття   | Суперник      | Рахунок                      |
| --------- | --- | -------- | ------------------------------------------------ | ---------- | ------------- | ---------------------------- |
| Перемога  | 1–0 | Гру 1982 | Melbourne Outdoor, Австралія                     | Трава      | Род Фролі     | 6–4, 7–6                     |
| Перемога  | 2–0 | Жов 1983 | Брисбен, Австралія                               | Килим (i)  | Пол Макнамі   | 4–6, 6–4, 6–3                |
| Поразка   | 2–1 | Жов 1984 | Melbourne Indoor, Австралія                      | Килим (i)  | Метт Мітчелл  | 4–6, 6–3, 2–6                |
| Поразка   | 2–2 | 1987     | Відкритий чемпіонат Австралії з тенісу, Мельбурн | Трава      | Стефан Едберг | 3–6, 4–6, 6–3, 7–5, 3–6      |
| Перемога  | 3–2 | Бер 1987 | Lorraine Open, Франція                           | Килим (i)  | Веллі Месур   | 6–2, 6–3                     |
| Перемога  | 4–2 | 1987     | Вімблдонський турнір                             | Трава      | Іван Лендл    | 7–6(7–5), 6–2, 7–5           |
| Поразка   | 4–3 | Жов 1987 | Australian Indoor Championships                  | Тверде (i) | Іван Лендл    | 4–6, 2–6, 4–6                |
| Перемога  | 5–3 | Лис 1987 | South African Open                               | Тверде (i) | Бред Гілберт  | 7–6(9–7), 4–6, 2–6, 6–0, 6–1 |
| Поразка   | 5–4 | 1988     | Відкритий чемпіонат Австралії, Мельбурн          | Тверде     | Матс Віландер | 3–6, 7–6(7–3), 6–3, 1–6, 6–8 |
| Поразка   | 5–5 | Кві 1990 | Seoul Open, Південна Корея                       | Тверде     | Алекс Антоніч | 6–7(2–7), 3–6                |
| Перемога  | 6–5 | Кві 1990 | Гонконг                                          | Тверде     | Алекс Антоніч | 6–3, 6–4                     |

### Парний розряд (11–6)
| Легенда                           |
| --------------------------------- |
| Великий Шлем (0–2)                |
| Чемпіонат завершення сезону (0–0) |
| Гран-прі Super series (1–0)       |
| Гран-прі Турнір series (0–0)      |
| Гран-прі Tour (11–4)              |

| Результат | W-L  | Дата     | Турнір                               | Покриття | Партнер             | Суперники                       | Рахунок                 |
| --------- | ---- | -------- | ------------------------------------ | -------- | ------------------- | ------------------------------- | ----------------------- |
| Перемога  | 1–0  | Гру 1982 | Аделаїда, Австралія                  | Трава    | Кріс Джонстон       | Бродерік Дайк Вейн Гемпсон      | 6–3, 6–7, 7–6           |
| Поразка   | 1–1  | Чер 1985 | Лондон/Queen's Club, Велика Британія | Трава    | Джон Фіцджеральд    | Кен Флек Роберт Сегусо          | 6–3, 3–6, 14–16         |
| Поразка   | 1–2  | Лип 1985 | Вімблдонський турнір, Лондон         | Трава    | Джон Фіцджеральд    | Гайнц Ґюнтгардт Балаж Тароці    | 4–6, 3–6, 6–4, 3–6      |
| Перемога  | 2–2  | Жов 1983 | Брисбен, Австралія                   | Килим    | Пол Макнамі         | Марк Едмондсон Кім Ворвік       | 7–6, 7–6                |
| Перемога  | 3–2  | Гру 1983 | Сідней, Австралія                    | Трава    | Майк Бауер          | Бродерік Дайк Род Фролі         | 7–6, 6–4                |
| Перемога  | 4–2  | Кві 1984 | Х'юстон, США                         | Ґрунт    | Пол Макнамі         | Девід Доулен Ндука Одізор       | 7–5, 4–6, 6–3           |
| Перемога  | 5–2  | Кві 1984 | Екс-ан-Прованс, Франція              | Ґрунт    | Пол Макнамі         | Кріс Льюїс Веллі Месур          | 4–6, 6–3, 6–4           |
| Перемога  | 6–2  | Чер 1984 | London/Queen's Club, Велика Британія | Трава    | Пол Макнамі         | Бернард Міттон Балч Волтс       | 6–4, 6–3                |
| Поразка   | 6–3  | Лип 1984 | Вімблдонський турнір, Лондон         | Трава    | Пол Макнамі         | Пітер Флемінґ Джон Макінрой     | 2–6, 7–5, 2–6, 6–3, 3–6 |
| Перемога  | 7–3  | Тра 1985 | Лас-Вегас, США                       | Тверде   | Джон Фіцджеральд    | Пол Еннекон Хрісто ван Ренсбург | 7–6, 6–7, 7–6           |
| Поразка   | 7–4  | Лис 1986 | Гонконг, Гонконг                     | Тверде   | Марк Кратцманн      | Майк Де Палмер Гері Доннеллі    | 6–7, 7–6, 5–7           |
| Поразка   | 7–5  | Лис 1986 | Стокгольм, Швеція                    | Тверде   | Слободан Живоїнович | Шервуд Стюарт Кім Ворвік        | 4–6, 4–6                |
| Перемога  | 8–5  | Сер 1987 | Монреаль, Канада                     | Тверде   | Стефан Едберг       | Пітер Дуен Лорі Вордер          | 6–7, 6–3, 6–4           |
| Перемога  | 9–5  | Січ 1990 | Сідней, Австралія                    | Тверде   | Марк Кратцманн      | Пітер Олдріч Дані Віссер        | 6–4, 7–5                |
| Перемога  | 10–5 | Кві 1990 | Гонконг, Гонконг                     | Тверде   | Веллі Месур         | Кевін Каррен Джой Райв          | 6–3, 6–3                |
| Поразка   | 10–6 | Кві 1996 | Бермудські Острови, США              | Ґрунт    | Патрік Рафтер       | Ян Апелль Брент Гейгарт         | 6–3, 1–6, 3–6           |
| Перемога  | 11–6 | Тра 1996 | Пайнгерст, США                       | Ґрунт    | Патрік Рафтер       | Кен Флек Девід Вітон            | 6–2, 6–3                |

## Юніорські фінали турнірів Великого шолома

### Одиночний розряд: 3 (2–1)
| Результат | Рік  | Турнір         | Поверхня | Супротивник      | Рахунок            |
| --------- | ---- | -------------- | -------- | ---------------- | ------------------ |
| Поразка   | 1981 | Wimbledon Jrs. | Трава    | Метт Енгер       | 6–7(3–7), 5–7      |
| Перемога  | 1982 | Wimbledon Jrs. | Трава    | Генрік Сундстрем | 6–4, 6–7(5–7), 6–3 |
| Перемога  | 1982 | US Open Jrs.   | Хард     | Гі Форже         | 6–3, 6–3           |

## Історія виступів

### Одиночний розряд
| W | Ф | ПФ | ЧФ | #Р | КТ | К# | P# | DNQ | A | Z# | PO | G | S | B | NMS | NTI | P | NH |

Результати "без гри" не належать ні до офіційних виграшів, ні до офіційних поразок.
| Турнір                                 | 1981 | 1982 | 1983 | 1984 | 1985 | 1986 | 1987 | 1988 | 1989 | 1990 | 1991 | 1992 | 1993 | 1994 | 1995 | 1996 | 1997 | Усп    | В-П   |
| -------------------------------------- | ---- | ---- | ---- | ---- | ---- | ---- | ---- | ---- | ---- | ---- | ---- | ---- | ---- | ---- | ---- | ---- | ---- | ------ | ----- |
| Турніри Великого шолома                |      |      |      |      |      |      |      |      |      |      |      |      |      |      |      |      |      |        |       |
| Відкритий чемпіонат Австралії з тенісу | 1р   | ЧФ   | 4р   | ЧФ   |      | NH   | Ф    | Ф    | 4р   |      | 3р   | 2р   |      |      | 1р   |      | 1р   | 0 / 11 | 26–11 |
| Відкритий чемпіонат Франції з тенісу   |      |      | 1р   | 1р   |      |      | 1р   | 4р   |      |      | 2р   |      |      |      |      |      |      | 0 / 5  | 4–5   |
| Вімблдонський турнір                   |      |      | 4р   | ПФ   | 2р   | ЧФ   | П    | ЧФ   |      | 4р   | 2р   | 2р   |      |      | 1р   |      | 1р   | 1 / 11 | 29–10 |
| Відкритий чемпіонат США з тенісу       |      | 1р   | 3р   | ПФ   |      | 1р   | 1р   |      |      | 3р   |      |      |      |      |      | 1р   |      | 0 / 7  | 9–7   |
| В-П                                    | 0–1  | 3–2  | 8–4  | 13–4 | 1–1  | 4–2  | 12–3 | 13–3 | 3–1  | 5–2  | 4–3  | 2–2  | 0–0  | 0–0  | 0–2  | 0–1  | 0–2  | 1 / 34 | 68–33 |
| Рейтинг на кінець року                 | –    | 342  | 34   | 10   | 67   | 24   | 7    | 20   | 368  | 81   | 108  | 203  | –    | 511  | 250  | 765  | 379  |        |       |
|                                        |      |      |      |      |      |      |      |      |      |      |      |      |      |      |      |      |      |        |       |
| Виступи за країну                      |      |      |      |      |      |      |      |      |      |      |      |      |      |      |      |      |      |        |       |
| Кубок Девіса                           |      |      | П    | ПФ   | ПФ   | П    | ПФ   | ЧФ   | PO   | Ф    |      |      |      |      |      |      |      | 2 / 8  | 23–7  |

## Перемоги на гравцями першої 10-ки
| Сезон    | 1981 | 1982 | 1983 | 1984 | 1985 | 1986 | 1987 | 1988 | 1989 | 1990 | 1991 | 1992 | 1993 | 1994 | 1995 | 1996 | 1997 | Всього |
| Перемоги | 0    | 0    | 1    | 4    | 0    | 2    | 8    | 1    | 0    | 0    | 0    | 0    | 0    | 0    | 0    | 0    | 0    | 16     |

| #    | Гравець          | Рейтинг | Турнір                                           | Покриття   | Р-д  | Рахунок                      | Рейтинг Кеша |
| 1983 | 1983             | 1983    | 1983                                             | 1983       | 1983 | 1983                         | 1983         |
| ---- | ---------------- | ------- | ------------------------------------------------ | ---------- | ---- | ---------------------------- | ------------ |
| 1.   | Вітас Ґерулайтіс | 9       | Queen's Club, Лондон                             | Трава      | 2р   | 5–7, 6–3, 6–3                | 61           |
| 1984 |                  |         |                                                  |            |      |                              |              |
| 2.   | Матс Віландер    | 4       | Вімблдонський турнір, Лондон                     | Трава      | 2р   | 6–7(2–7), 6–4, 6–2, 6–4      | 33           |
| 3.   | Андрес Гомес     | 6       | Вімблдонський турнір, Лондон                     | Трава      | ЧФ   | 6–4, 6–4, 6–7(3–7), 7–6(7–5) | 33           |
| 4.   | Матс Віландер    | 4       | Відкритий чемпіонат США з тенісу, Нью-Йорк       | Тверде     | ЧФ   | 7–6(7–3), 6–4, 2–6, 6–3      | 18           |
| 5.   | Джиммі Коннорс   | 2       | Кубок Девіса, Portland U.S.                      | Килим (i)  | RR   | 6–4, 6–2                     | 10           |
| 1986 |                  |         |                                                  |            |      |                              |              |
| 6.   | Матс Віландер    | 2       | Вімблдонський турнір, Лондон                     | Трава      | 4р   | 4–6, 7–5, 6–4, 6–3           | 413          |
| 7.   | Стефан Едберг    | 5       | Кубок Девіса, Мельбурн                           | Трава      | RR   | 13–11, 13–11, 6–4            | 24           |
| 1987 |                  |         |                                                  |            |      |                              |              |
| 8.   | Яннік Ноа        | 4       | Відкритий чемпіонат Австралії з тенісу, Мельбурн | Трава      | ЧФ   | 6–4, 6–2, 2–6, 6–0           | 24           |
| 9.   | Іван Лендл       | 1       | Відкритий чемпіонат Австралії, Мельбурн          | Трава      | ПФ   | 7–6(7–1), 5–7, 7–6(7–5), 6–4 | 24           |
| 10.  | Стефан Едберг    | 4       | Queen's Club, Лондон                             | Трава      | ЧФ   | 7–6, 7–6                     | 13           |
| 11.  | Матс Віландер    | 3       | Вімблдонський турнір, Лондон                     | Трава      | ЧФ   | 6–3, 7–5, 6–4                | 11           |
| 12.  | Джиммі Коннорс   | 7       | Вімблдонський турнір, Лондон                     | Трава      | ПФ   | 6–4, 6–4, 6–1                | 11           |
| 13.  | Іван Лендл       | 1       | Вімблдонський турнір, Лондон                     | Трава      | Ф    | 7–6(7–5), 6–2, 7–5           | 11           |
| 14.  | Борис Бекер      | 4       | Сідней, Австралія                                | Тверде (i) | ПФ   | 6–3, 2–6, 7–6                | 8            |
| 15.  | Мілослав Мечирж  | 6       | Фінал ATP, Нью-Йорк                              | Килим (i)  | RR   | 7–5, 6–4                     | 7            |
| 1988 |                  |         |                                                  |            |      |                              |              |
| 16.  | Іван Лендл       | 1       | Відкритий чемпіонат Австралії з тенісу, Мельбурн | Тверде     | ПФ   | 6–4, 2–6, 6–2, 4–6, 6–2      | 7            |